# Chandernagor
Chandernagor, conocida también como Chandernagore o Chandernagar (Bengalí: চন্দননগর Chôndonnôgor) es una ciudad de la India, en el estado de Bengala Occidental. Se halla a 30 kilómetros al norte de Calcuta y se comunica con esta por ferrocarril, carretera y transporte fluvial. Cuenta con 150.000 habitantes. Es conocida por haber sido uno de los primeros asentamientos franceses en la India. Forma parte de la Kolkata Metropolitan Development Authority, una entidad de planificación y desarrollo con autoridad en el área metropolitana de Calcuta.

## Historia
No parece que la ciudad existiera antes de la llegada de los franceses, aunque se originó a partir de tres aldeas en el río Ganges: Borokishanpur, Khalisani y Gondalpara. La primera referencia escrita a esa población se encuentra en una carta del 21 de noviembre de 1696 firmada por François Martin, Deslandes y el comerciante Pellé, dirigida al director de la Compañía francesa de las Indias Orientales (CFIO).
Ocupada por los británicos desde 1793 a 1816, fue devuelta a Francia hasta que el 2 de mayo de 1950 se incluyó en la India independiente.